# Cara Buono
Cara Buono (The Bronx (New York), 1 maart 1971) is een Amerikaanse actrice, filmproducente, filmregisseuse en scenarioschrijfster.

## Biografie
Buono is opgegroeid in een familie van 6 kinderen. Zij heeft gestudeerd aan de Columbia-universiteit in New York, en heeft in 1993 haar diploma in Engels en politicologie gehaald.
Buono begon met acteren in het theater, zij maakte in 1989 haar debuut op Broadway in het toneelstuk The Tenth Man, hierna speelde zij in 1990 in het toneelstuk Some Americans Abroad en in 1995 in het toneelstuk The Rose Tattoo.
Buono begon in 1989 met acteren voor televisie in de televisieserie Dream Street. Hierna heeft zij nog meerdere rollen gespeeld in televisieseries en films zoals Hulk (2003), Third Watch (2004-2005), The Sopranos (2006-2007), The Dead Zone (2007), Let Me In (2010), Mad Men (2010) en Stranger Things (2016-heden). Voor haar rol in de televisieserie Mad Men is zij genomineerd voor een Emmy Award en Screen Actors Guild Awards (2011).
Buono is ook actief als filmproducente, filmregisseuse en scenarioschrijfster, in 1999 heeft zij de film Two Ninas geproduceerd en in 1997 heeft zij de korte film Baggage geregisseerd en geschreven.
Buono is getrouwd en woont nu samen met hem in Greenwich Village. Zij is ook actief marathonloopster, zo heeft zij in 1998, 1999 en 2005 de marathon van New York gelopen.

## Filmografie

### Films
Uitgezonderd korte films.
- 2025 Things Like This - als Margie Kitlin
- 2025 V13 - als Ida
- 2024 In Fidelity - als Holly Ayker
- 2023 The Girl Who Escaped: The Kara Robinson Story - als Debra Robinson
- 2022 She Came from the Woods - als Heather McCalister
- 2018 The Bad Seed - als Angela
- 2018 Monsters and Men - als Stacey
- 2017 All Saints - als Aimee Spurlock
- 2016 Half the Perfect World - als Sonia
- 2015 Emily & Tim - als Emily
- 2015 Paper Towns - als mrs. Jacobsen
- 2014 A Good Marriage - als Betty Pike
- 2012 The Discoverers – als Nell
- 2012 Drew Peterson: Untouchable – als Kathleen Savio
- 2010 Let Me In – als moeder van Owen
- 2008 The Unquiet – als Julie Bishop
- 2007 Cthulhu – als Dannie Marsh
- 2006 Beer League – als Linda Salvo
- 2004 From Other Worlds – als Joanne Schwartzbaum
- 2003 Hulk – als Edith Banner
- 2000 Attention Shoppers – als Claire Suarez
- 2000 Takedown – als Christina Painter
- 2000 Happy Accidents – als Bette
- 1999 In a Class of His Own – als Sherry Donato
- 1999 Chutney Popcorn – als Janis
- 1999 Two Ninas – als Nina Cohen
- 1999 Deep in My Heart – als jonge Gerry Cummins
- 1999 Man of the Century – als Virginia Clemens
- 1998 River Red – als Rachel
- 1998 Next Stop Wonderland – als Julie
- 1997 Made Men – als Toni-Ann Antonelli
- 1995 Kicking and Screaming – als Kate
- 1995 Killer: A Journal of Murder – als Esther Lesser
- 1994 The Cowboy Way – als Teresa Salazar
- 1993 Victim of Love: The Shannon Mohr Story – als Tracey Lien
- 1993 In the Line of Duty: Ambush in Waco – als ??
- 1992 Waterland – als Judy Dobson
- 1992 Gladiator – als Dawn

### Televisieseries
Uitgezonderd eenmalige gastoptredens..
- 2016 - 2022 Stranger Things - als Karen Wheeler - 30 afl.
- 2022 The Girl from Plainville - als Gail Carter - 8 afl.
- 2019 - 2021 Supergirl - als Gamemnae - 9 afl.
- 2014 - 2015 Person of Interest - als Martine - 8 afl.
- 2011 Brothers & Sisters – als Rose – 3 afl.
- 2010 Mad Men – als Faye Miller – 10 afl.
- 2007 The Dead Zone – als sheriff Anna Turner – 6 afl.
- 2006 – 2007 The Sopranos – als Kelli Moltisanti – 7 afl.
- 2004 – 2005 Third Watch – als Grace Foster – 24 afl.
- 1992 I'll Fly Away – als Diane – 2 afl.

### Computerspel
- 2002 Mafia: The City of Lost Heaven – als Sarah

- Bibliothèque nationale de France: cb17127030b (data)
- International Standard Name Identifier: 0000 0000 4956 2355
- Library of Congress Control Number: nr2002017080
- Virtual International Authority File: 56546411
- WorldCat: E39PBJyCDfcpk8cr49dw8pbWXd